# アベニューB

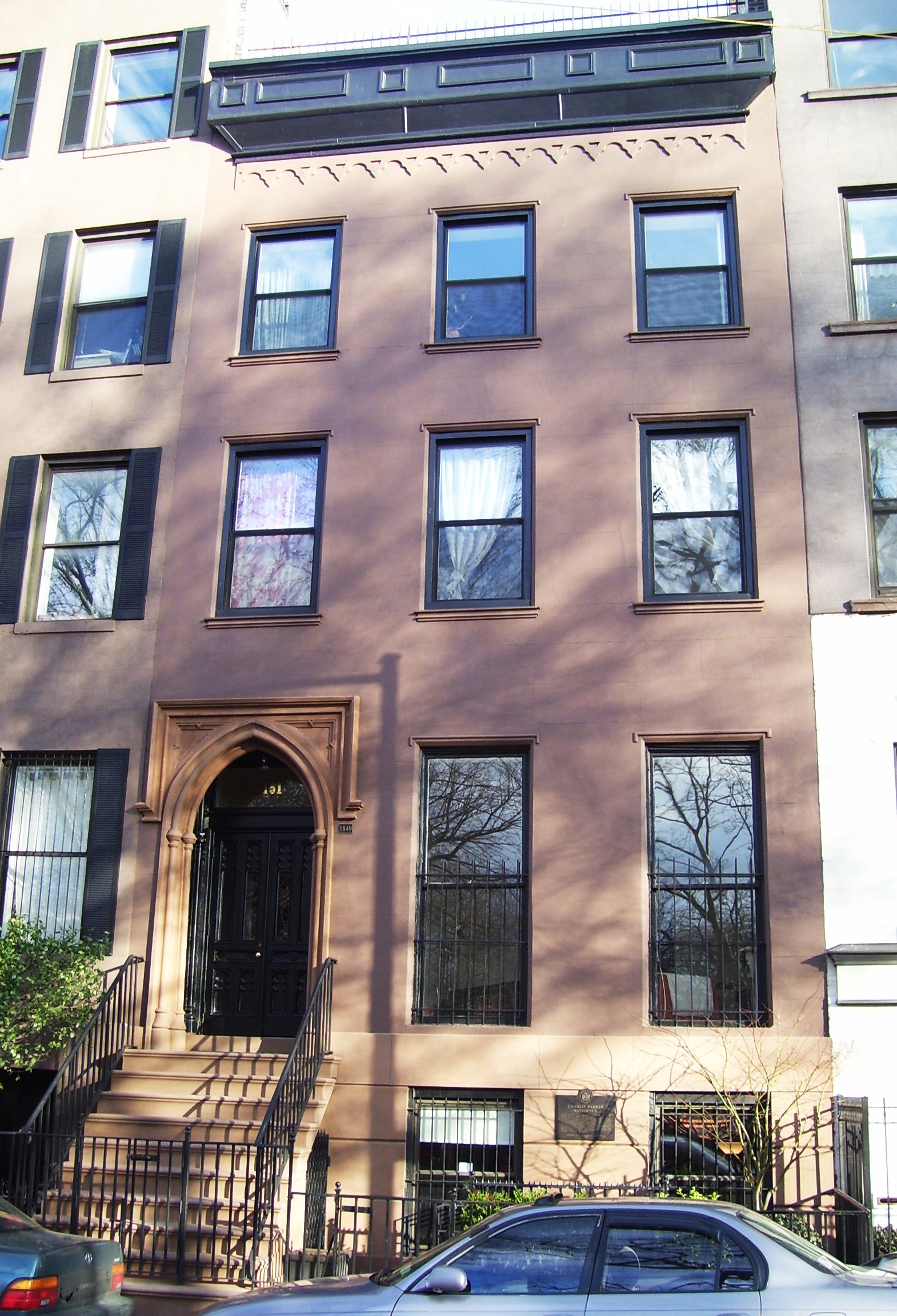
チャーリー・パーカーの家

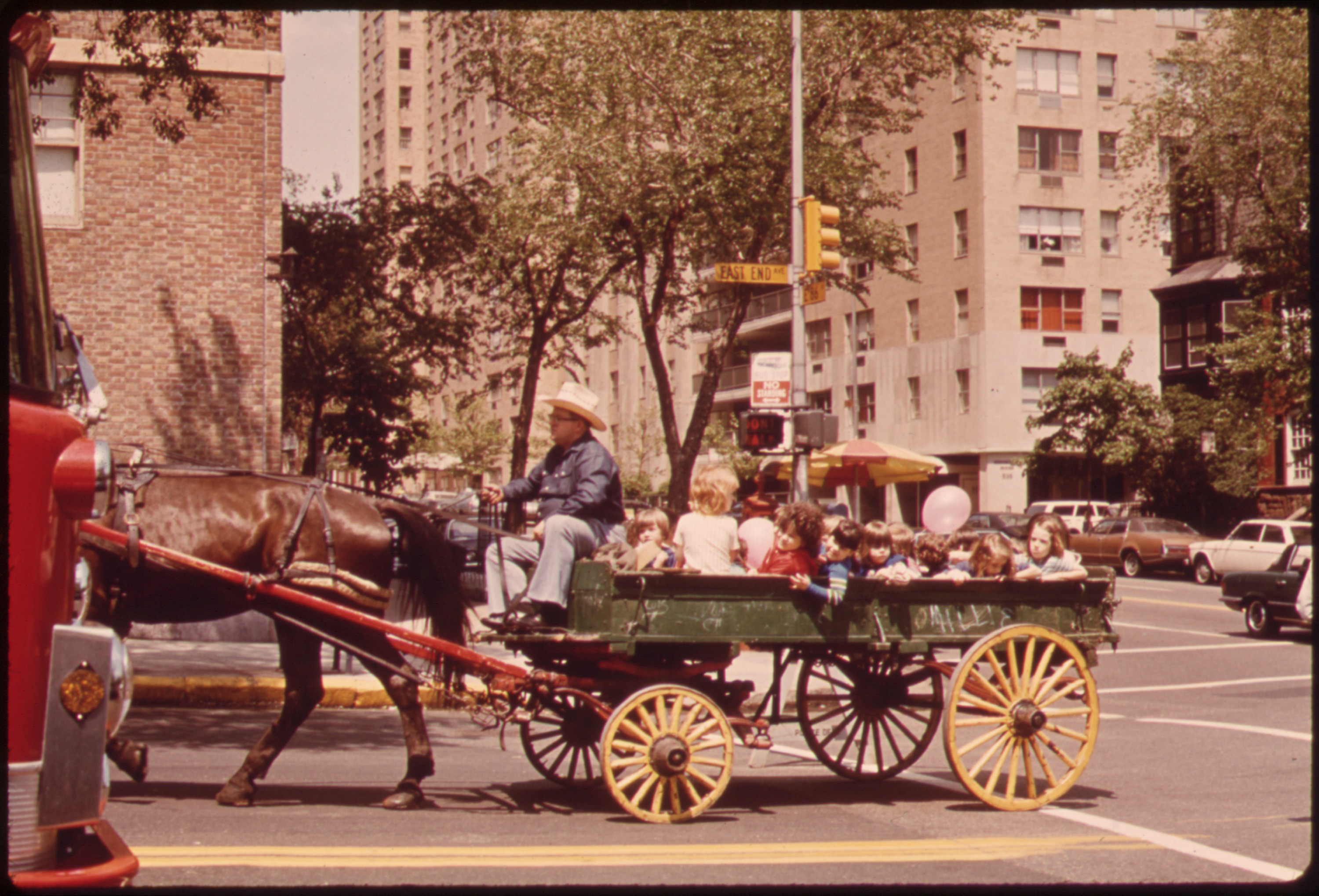
イースト・エンド・アベニューでのスプリング・フェスティバル（1973年）

アベニューB (Avenue B) は、ニューヨーク市マンハッタン区イースト・ヴィレッジ地区のアルファベット・シティを南北に走る通りである。この通りの1ブロック西をアベニューAが、東をアベニューCが走っている。この通りの南端はハウストン・ストリートで、北端は14丁目である。14丁目以北は、アベニューAにつながるスタイフェサント・タウン内を走るループ (14th Street Loop) に続いている。ハウストン・ストリート以南は、サウス・ストリートまでクリントン・ストリート (Clinton Street) として続いている。この通りは、トンプキンス・スクエア・パークの東端となっている。
アベニューBはアッパー・イースト・サイドでイースト・エンド・アベニュー (East End Avenue) と名前を変えてその延長線上に再び現れる。この通りはヨークヴィル地区を東79丁目から東90丁目まで走る。その周辺は基本的に住宅街である。元々、1811年委員会計画ではこの通りもアベニューBと呼ばれることになっていたが、結局イースト・エンド・アベニューと命名されることになった。ニューヨーク市長官邸であるグレイシー・マンションがあるカール・シュルツ・パークはこのアベニューの東側に隣接している。1928年、ニューヨーク市財政評価委員会はこの通りの東84丁目以南は住宅地としての開発に制限するよう定めた。

## 建築物
- クリストドラ・ハウス（英語版） – かつては女性のためのセツルメント・ハウスであったが、現在はコンドミニアムとなっている。9丁目とアベニューBに位置する。
- チャーリー・パーカーの家（英語版） – 9丁目と10丁目の間のアベニューB 151番地にあり、ジャズミュージシャンのチャーリー・パーカーが1950年から1954年にかけて住んでいた。ニューヨーク市歴史建造物に登録されている[2]。

## 交通
現在、アベニューBにはバスは走っていない。以前は、M9バスがこの通りを東ハウストン・ストリートから14丁目まで走っていた。現在は、M9はハウストン・ストリートから23丁目まで、アベニューCを走っている。